# Baku Expo Center

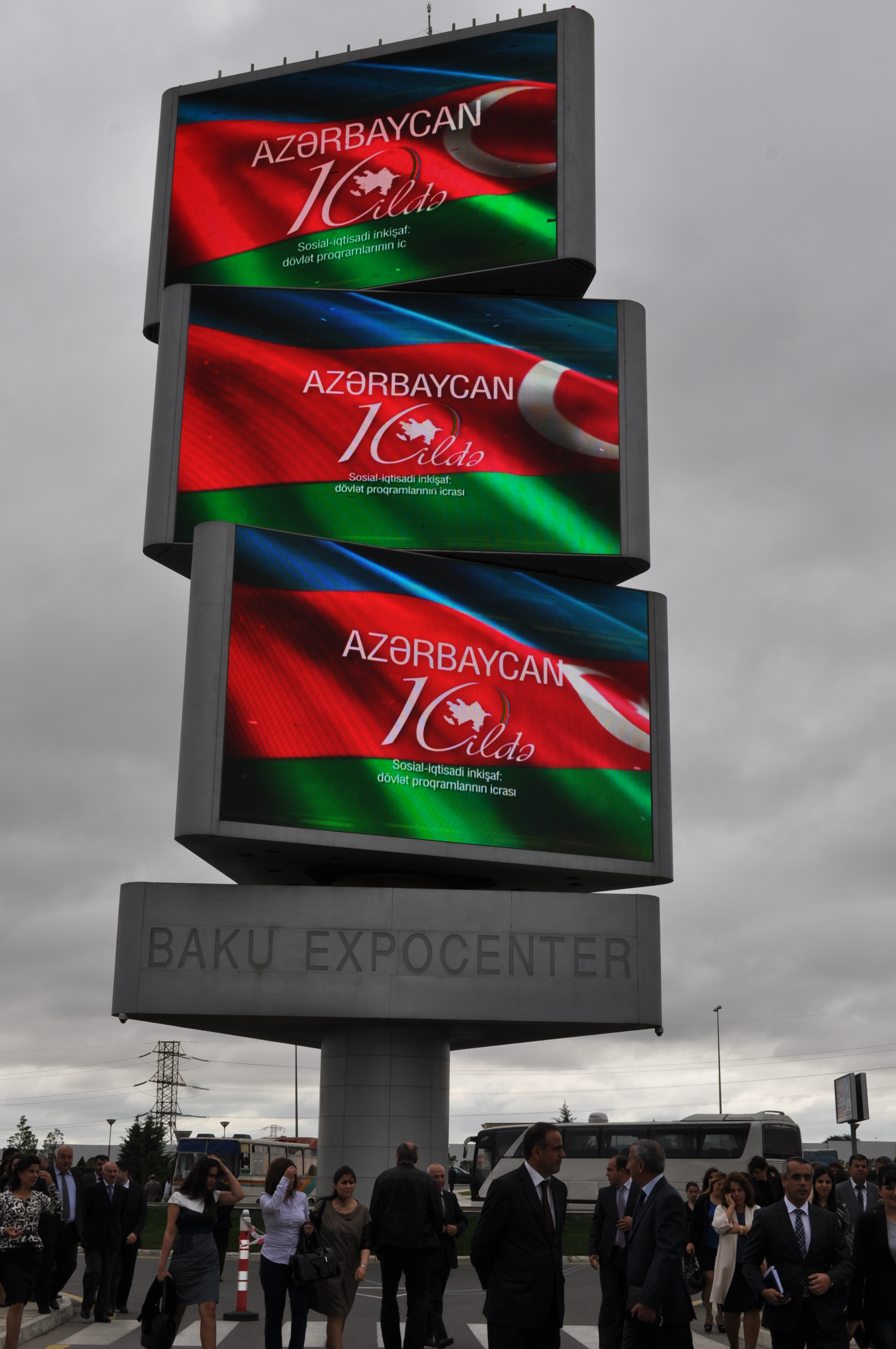
Exposition sur la mise en œuvre des programmes d'état.

Baku Expo Center (Centre d'exposition et de convention de Bakou) est un lieu d'événements construit sur mesure selon les normes internationales. Il est situé dans l'avenue H.Aliyev, district de Surakhany, Bakou, Azerbaïdjan. Il offre plus de 30 000 m2 d'espace d'exposition et comprend des installations pour accueillir des conférences, des réunions, des séminaires et des présentations. Il a été inauguré le 1er juin 2010 avec l'exposition Caspian Oil and Gas 2010. C'est le deuxième plus grand centre d'exposition après Moscou Expo Centre parmi les pays de la CEI.
Depuis son ouverture, de nombreuses expositions comme Caspian Oil and Gas 2010, BakuBuild-2010, Bakutel 2010 ou Auto Show 2011 y ont été organisées,,,.
Baku Expo Center est situé sur un territoire d'une superficie totale de 10 ha. Il y a trois pavillons pour des événements de grande envergure, un grand lobby couvrant une superficie de 4 000 m2 et une zone d'exposition de 20 000 m2 derrière le lobby, ainsi qu'un centre d'affaires, des aires de restauration et d'autres salles de service. Des salles et des salles de réunion sont disponibles pour des conférences internationales, différentes expositions, séminaires, événements, démonstrations de produits. Il y a un parking d'une capacité de plus de 500 voitures en face du complexe. L'Expo Center est situé près de l'aéroport et à 20 minutes du centre-ville.

## Expositions

### 17eexposition internationale du pétrole et du gaz de la Caspienne
Le Baku Expo Center a été inauguré avec la 17e exposition internationale de pétrole et de gaz de la Caspienne du 1er au 4 juin 2010. L'exposition a accueilli 280 entreprises de 26 pays. Les sociétés internationales telles que Itochu, OMV Gas International GmbH, Société pétrolière d'État de la République d'Azerbaïdjan (SOCAR), Statoil ASA, Total, TPAO ont couvert plus de 40 % de l'espace d'exposition.

### 7eexposition automobile internationale d'Azerbaïdjan
En mars 2011, la 7e exposition automobile internationale d'Azerbaïdjan s'est tenue pour la première fois au centre d'exposition de Bakou. L'exposition a été suivie par 105 entreprises de 14 pays et régions telles que l'Azerbaïdjan, la Suisse, la Biélorussie, le Danemark, l'Italie, le Canada, la Chine, la Malaisie, la Russie, Taiwan, l'Allemagne, la Turquie et le Japon. L'exposition abordait des secteurs tels que les voitures, le transport commercial, les pièces automobiles et les accessoires pour tous les types de transport. 

### Aquatherm 2017
Du 18 au 21 octobre, l'exposition international du chauffage, de la ventilation, de la climatisation, de l'adduction d'eau, des sanitaires, des technologies environnementales, de la piscine et des énergies renouvelables s'est tenue à Bakou.
Baku Expo Center a accueilli des exposants de Chine, d'Azerbaïdjan, de France, d'Italie, d'Iran, du Koweït, de Turquie, etc. Des entreprises internationales telles que Euroclima, Yusiko, BestTechniK, Azertexnolayn, Alarko Carrier Sanayi ve Ticaret, Egeplast Ege Plastik, Turan Makinė, Termo ISI, Polimart, Ultratek, Parc Sumgait Technologies, Kaskad - Hidro, Yetsan Pazarlama Isi Sistemleri ont participé à l'exposition.

### 11eexposition de l'éducation internationale d'Azerbaïdjan
Du 6 au 8 octobre, Baku Expo Center a accueilli la 11e exposition internationale d'Azerbaïdjan où des universités, écoles, lycées et centres de formation de différents pays tels que l'Autriche, la Biélorussie, l'Allemagne, l'Italie, la Lettonie, la Lituanie, la Russie, Singapour et la Slovaquie ont été présentés. Durant l'exposition, des licences, des masters et des programmes de troisième cycle, des cours de langues étrangères, des stages et des sessions de formation ont été présentées aux visiteurs.